# Косарева, Нина Сергеевна
Нина Сергеевна Косарева — советский хозяйственный и политический деятель.

## Биография
Родилась в 1924 году. Член КПСС.
Окончила Краснохолмское педагогическое училище, Ленинградский институт физической культуры имени Лесгафта.
В 1942—1944 гг. — преподаватель физической культуры и военного дела в Краснохолмском районе, преподаватель штыкового боя в военном лагере.
В 1947—1949 гг. — секретарь комсомола факультета, секретарь комсомола Ленинградского института физической культуры имени Лесгафта.
В 1951—1958 гг. — секретарь по идеологии, второй секретарь, первый секретарь Октябрьского райкома ВЛКСМ города Ленинграда, секретарь Ленинградского горкома ВЛКСМ, секретарь Ленинградского обкома ВЛКСМ по работе с пионерами.
В 1958—1960 гг. — главный редактор журнала «Костёр».
В 1960—1962 гг. — второй секретарь Дзержинского районного комитета КПСС города Ленинграда.
В 1962—1969 — первый секретарь Дзержинского районного комитета КПСС города Ленинграда.
В 1969—1972 гг. — главный редактор журнала «Аврора».
В 1972—1987 гг. — инструктор отдела культуры ЦК КПСС.
Делегат XXIII съезда КПСС.
С 1987 года — персональный пенсионер союзного значения.
Жила в Москве.

## Награды
- Орден Дружбы народов (1984)
- Орден Знак Почёта (1957)